# Timoteu Capella i Sabadell
Timoteu Capella i Sabadell   (Barcelona, 1827 - Barcelona, 20 d'agost de 1874) fou un comerciant i navilier català del segle xix.

## Biografia
Fill del comerciant Pau Capella i Cucurella i Jacinta Sabadell i Permanyer, naturals de Barcelona, era germà de l'escriptor Francesc de Paula Capella i Sabadell.
Arran del seu casament amb Elisabet Gassó i Soria, va rebre com a regal de noces del seu pare el solar núm. 10 del carrer del Call (vegeu casa Timoteu Capella).
Comptava amb una important flota de vaixells dedicats al comerç amb les colònies espanyoles, segons consta en un registre de 1861.
Va ser tinent d'alcalde de l'Ajuntament de Barcelona amb Ramon Figueras, entre octubre de 1856 i juliol de 1858. Va ser membre de la Societat Econòmica Barcelonesa d'Amics del País des de setembre de 1861. El 1872 era membre de la junta del Foment de la Producció Nacional, quan Pere Bosch i Labrús n'era el president.
El seu nom formava part de la llista d'industrials i financers afins monàrquics que Manuel Duran i Bas va aportar a Cánovas del Castillo el 1873, quan aquest preparava el retorn del que seria Alfons XII, fill d'Isabel II.
Va formar part de la primera junta directiva del Cercle Mercantil Barcelonès, una escissió del Casino Barcelonès realitzada per atendre millor les necessitats de les elits econòmiques comercials i navilieres de la ciutat de Barcelona, ja que l'activitat al Casino tenia un tarannà més social i lúdic. Aquesta primera junta estava presidida per Pere Plandolit.
Va ser President de l'Ateneu Català el 1870 i tresorer a la junta fundacional sota la presidència de Duran i Bas de l'Ateneu Barcelonès, fruit de la fusió del Centre Mercantil amb l'Ateneu Català, el 1872. Capella va haver de gestionar la diferent visió que tenien els membres d'una i altra entitat sobre les despeses sumptuàries, exigint moderació.
El mateix any 1872 va formar part de la Lliga antiabolicionista de Barcelona que es va crear per protegir els interessos dels comerciants i empresaris que se sentien perjudicats amb el corrent en contra de l'esclavisme que provenia dels Estats Units d'Amèrica i de les colònies caribenyes i que va culminar amb l'abolició de Cánovas el 1880.
Va morir el 20 d'agost de 1874 al seu domicili del carrer del Call, 10 1er a l'edat de 47 anys, i està enterrat al cementiri de Poble Nou, al costat del panteó de la família Bonaplata.